# 마이컴퍼니
마이컴퍼니는 대한민국의 연예 기획사이다.

## 소속 연예인

### 현재 소속 연예인

#### 남성
- 홍인
- 공준

### 과거 소속 연예인

#### 남성
- 안태영
- 천성문
- 이지열

#### 여성
- 구재이
- 송지효
- 이규정
- 양유진
- 최예나
- 이주우